# The Real Slim Shady
"The Real Slim Shady" is een single van rapper Eminem, uitgebracht als eerste single van zijn album The Marshall Mathers LP. De track was een internationaal succes en was op dat moment zijn grootste hit tot hij in 2002 met tracks als "Without Me" en "Lose Yourself" het succes evenaarde en verbeterde. "The Real Slim Shady" werd geproduceerd door Dr. Dre en co-producer Mel-Man. In de videoclip speelden onder anderen comédienne Kathy Griffin en zanger Fred Durst een rol.

## Hitlijsten
| Hitlijst                        | Hoogste positie |
| ------------------------------- | --------------- |
| Australische ARIA Single Top 50 | 11              |
| Belgische Ultratop 50           | 7               |
| Duitse Single Top 100           | 7               |
| Engelse Single Top 75           | 1               |
| Franse Single Top 100           | 6               |
| Nederlandse Top 40              | 6               |
| Oostenrijkse Single Top 75      | 6               |
| VS Billboard Hot 100            | 4               |
| Zwitserse Single Top 100        | 2               |

## NPO Radio 2 Top 2000
| Nummer met noteringen in de NPO Radio 2 Top 2000 | '16  | '17  | '18 | '19  | '20  | '21 | '22 | '23 | '24 |
| ------------------------------------------------ | ---- | ---- | --- | ---- | ---- | --- | --- | --- | --- |
| The Real Slim Shady                              | 1745 | 1668 | 949 | 1039 | 1014 | 875 | 631 | 516 | 506 |

1. ↑  Een vetgedrukt getal geeft de hoogste notering aan.
2. ↑  2016 was het eerste jaar met een notering voor dit nummer.